# Paricutín
De Paricutín is een vulkaan in Mexico. De Paricutín bevindt zich bij het gelijknamige dorp in de staat Michoacán en is 3170 meter hoog. De topografische prominentie is 424 meter. De vulkaankegel is pas in 1943 ontstaan.

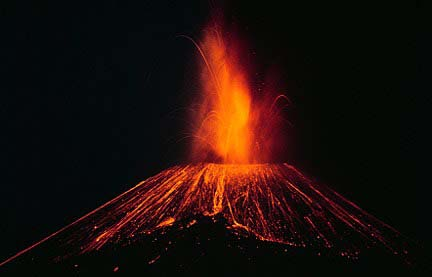
Opname van de Paricutín tijdens de uitbarstingen in 1946

Begin 1943 werden in het dorp Paricutín aardschokken gevoeld en gerommel gehoord. Op 20 februari zag boer Dioniso Pulido de grond van zijn graanveld opensplijten. De dorpsbewoners probeerden de spleet te vullen met stenen en aarde, totdat er lava en pyroclastisch materiaal begon uit te spuiten. De bewoners van Paricutín en omringende dorpen sloegen op de vlucht. Aan het eind van de dag was de vulkaan al 10 meter hoog. De vulkaan bleef materiaal uitstoten. De volgende dag was de vulkaan tot 50 meter hoogte gegroeid, en na een week was hij al 100 meter hoog. In maart begon de vulkaan kilometers hoge aswolken uit te stoten. Op 12 juni begon de lava te stromen. De dorpen Paricutín en San Juan ondergingen hetzelfde lot als Pompeï en Herculaneum, maar de bevolking kon op tijd geëvacueerd worden.
Er zijn drie doden gevallen, allen als gevolg van de bliksem die met de uitbarsting gepaard ging. Na zes maanden begon de vulkaan te kalmeren; er was toen al 25 vierkante kilometer door lava overstroomd. Pas in 1952 kwam de Paricutín helemaal tot rust. Hij was toen gegroeid tot 424 meter boven het graanveld waar hij was ontstaan.
De Paricutín is een zogenaamde monogenetische vulkaan, wat betekent dat hij na de eerste uitbarsting nooit meer actief zal worden.
De schilder Dr. Atl maakte het ontstaan van de Paricutín mee. Hij schreef er het boek Cómo nace y crece un volcán, el Paricutín ("Hoe een vulkaan geboren wordt en ontstaat, de Paricutín") over. Tijdens zijn waarnemingen raakte hij dusdanig gewond dat een van zijn benen geamputeerd moest worden.